# Laz (Vințu de Jos), Alba
Laz este un sat în comuna Vințu de Jos din județul Alba, Transilvania, România. La recensământul din 2002 avea o populație de 13 locuitori.